# Mekarsari (Cikaum)
Mekarsari is een bestuurslaag in het regentschap Subang van de provincie West-Java, Indonesië. Mekarsari telt 8507 inwoners (volkstelling 2010).